# 小松近

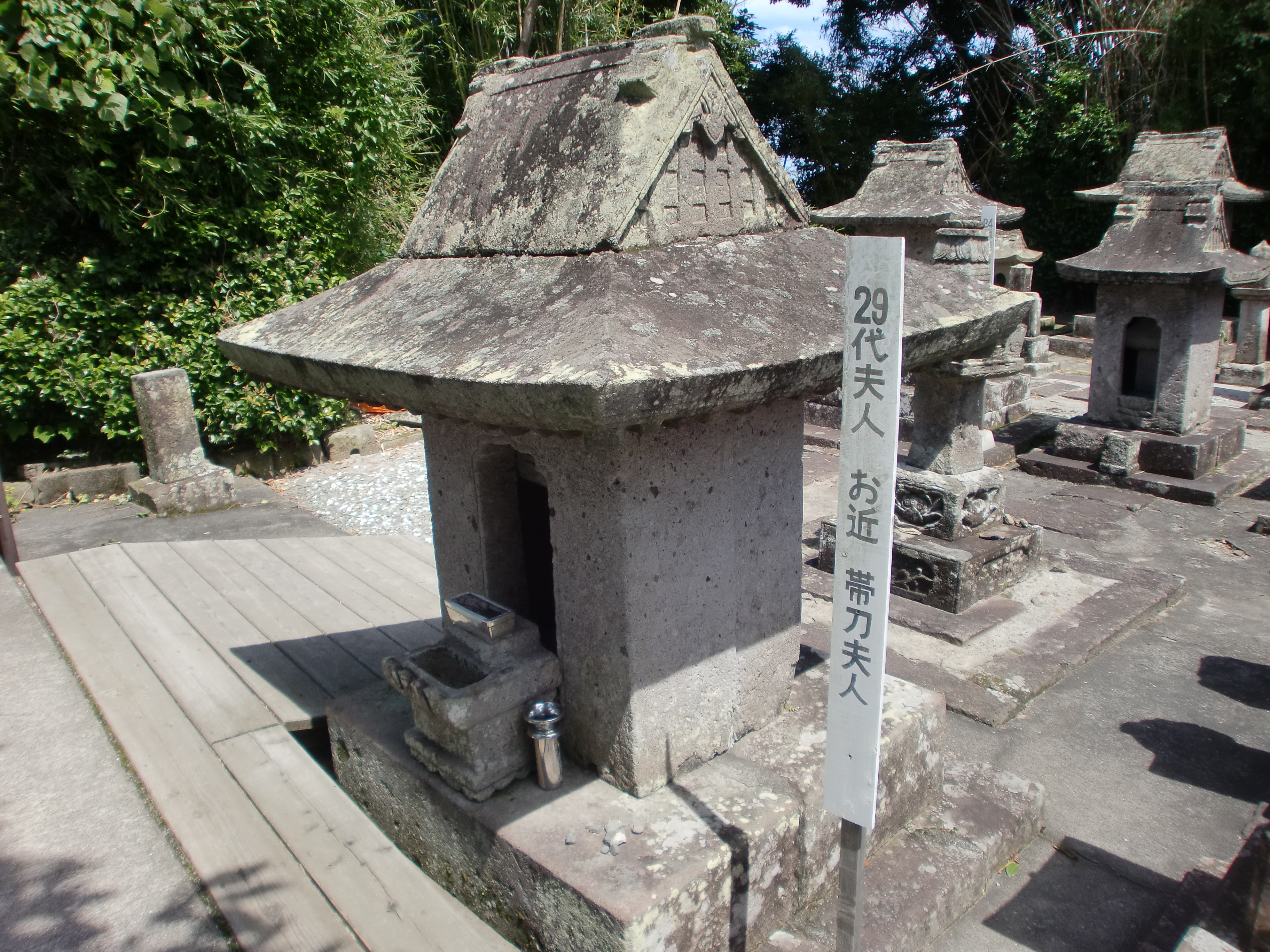
小松＝禰寝（根占）家歴代墓所にある小松近の墓（日置市日吉町吉利）

小松 近（こまつ ちか）は、江戸時代末期（幕末）から明治にかけての女性。薩摩藩家老・小松清廉（帯刀）の妻。吉利郷領主で家格一所持の同藩士・小松清穆の四女。名は千賀ともいう。

## 生涯
文政11年（1828年）、薩摩藩士・小松清穆の四女として誕生。母は島津久逵の長女。
安政2年（1855年）、小松家当主である実兄・清猷が死去したため、安政3年（1856年）1月に肝付兼善の三男である尚五郎（後の小松清廉）が清猷の跡目養子となって家督を相続。同月に近は、宮之原通哲の養女となった上で清廉の妻となった。なお、清廉より年上であったとされる（原口泉説。「近世禰寝文書」も7歳年上とするが、3歳年上だったという説もある）。安政3年（1856年）4月に当時としては非常に珍しく新婚旅行をし、霧島市栄之尾温泉に2週間滞在した記録がある。これには近の父も湯治のため同行していた。なお、日本初の新婚旅行を行ったとされる坂本龍馬が実際に旅行に出かけたのは慶応2年（1866年）であり、小松夫妻の方が早く新婚旅行を行っていたことになる。
慶応2年（1866年）1月15日に藩主・島津茂久の命により、清廉が近の姉の子で甥・町田久成の実弟の町田申四郎実種を養子としたので養母となり、実種は小松清緝と改名した。しかし清廉には妾がおり、慶応元年（1865年）に妾・琴との間に庶子・清直が生まれている。明治3年（1870年）に清廉が大阪で死去。その遺言により清廉拝領の1000石のうち800石は庶子の清直に与えられ、近は清直を引き取って養育した。また近自身は100石を一代限りで受け取り、残りの100石は養子の小松清緝が受け取ることになった。養子の小松清緝は同年10月に一旦家督相続するものの、明治5年（1872年）9月25日に家督を清直に譲った。これにより、近は公式に清直の母となり「昭和新修華族家系大成」などでは近を清直の実母としている。また近は、明治7年（1874年）に26歳で死去した琴の墓を、清廉の眠る鹿児島の小松家歴代墓所内に作った。
明治17年（1884年）に鹿児島にて死去。享年56。墓地は鹿児島県日置市日吉支所（旧日吉町役場）の南1キロの宗家小松＝禰寝（根占）家歴代墓所の夫の墓の横。

## 小松近を演じた俳優
- ともさかりえ（2008年NHK大河ドラマ『篤姫』）